# Чемпіонат Європи з легкої атлетики в приміщенні 1980
Чемпіонат Європи з легкої атлетики в приміщенні 1980 відбувся 1–2 березня у Зіндельфінгені в палаці «Гласпаласт».
Східнонімецька збірна бойкотувала участь у чемпіонаті.

## Призери

### Чоловіки
| Дисципліни            | Золото                     | Золото         | Срібло                      | Срібло  | Бронза                   | Бронза  |
| --------------------- | -------------------------- | -------------- | --------------------------- | ------- | ------------------------ | ------- |
| 60 метрів             | Мар'ян Воронін Польща      | 6,62           | Крістіан Гас ФРН            | 6,62    | Олександр Аксинін СРСР   | 6,63    |
| 400 метрів            | Микола Чернецький СРСР     | 46,29          | Карел Коларж Чехословаччина | 46,55   | Ремігіюс Валюліс СРСР    | 46,75   |
| 800 метрів            | Роже Мійо Франція          | 1.50,2h        | Андраш Пароцаї Угорщина     | 1.50,3h | Герберт Вурстхорн ФРН    | 1.50,4h |
| 1500 метрів           | Томас Вессінгхаге ФРН      | 3.37,54 EIB CR | Рей Флінн Ірландія          | 3.38,5h | П'єр Делез Швейцарія     | 3.38,9h |
| 3000 метрів           | Карл Флешен ФРН            | 7.57,5h        | Клас Лок Нідерланди         | 7.57,9h | Ганс-Юрген Ортман ФРН    | 7.59,9h |
| 60 метрів з бар'єрами | Юрій Черваньов СРСР        | 7,54 WIB CR    | Ромуальд Гегель Польща      | 7,73    | Хав'єр Морачо Іспанія    | 7,75    |
| Стрибки у висоту      | Дітмар Мегенбург ФРН       | 2,31           | Яцек Вшола Польща           | 2,29    | Адріан Протяса Румунія   | 2,29    |
| Стрибки з жердиною    | Костянтин Волков СРСР      | 5,60 CR        | Володимир Поляков СРСР      | 5,60    | Патрік Абада Франція     | 5,55    |
| Стрибки у довжину[a]  | Вінфрід Клепш ФРН          | 7,98           | Ненад Стекич Югославія      | 7,91    | Станіслав Яскулка Польща | 7,85    |
| Потрійний стрибок     | Бела Бакоші Угорщина       | 16,86          | Яак Уудмяе СРСР             | 16,51   | Геннадій Ковтунов СРСР   | 16,45   |
| Штовхання ядра        | Златан Сарачевич Югославія | 20,43          | Яромір Влк Чехословаччина   | 20,19   | Іван Іванчич Югославія   | 19,48   |

a  Бельгієць Рональд Дерюель, який первісно переміг у стрибках в довжину з результатом 8,08 м, по завершенні змагань здав позитивний допінг-тест. В його організмі були виявлені сліди вживання анаболічних стероїдів. У зв'язку з цим спортсмен був позбавлений золотої медалі та дискваліфікований на 18 місяців.

### Жінки
| Дисципліни            | Золото                            | Золото      | Срібло                       | Срібло  | Бронза                    | Бронза  |
| --------------------- | --------------------------------- | ----------- | ---------------------------- | ------- | ------------------------- | ------- |
| 60 метрів             | Софка Попова Болгарія             | 7,11 CR     | Лінда Хаглунд Швеція         | 7,14    | Людмила Кондратьєва СРСР  | 7,31    |
| 400 метрів            | Ельке Деккер ФРН                  | 52,28       | Каролін Кефер Австрія        | 52,70   | Тетяна Гойщик СРСР        | 52,71   |
| 800 метрів            | Йоланта Янухта Польща             | 2.00,6h CR  | Анн-Марі ван Нюффель Бельгія | 2.00,9h | Ліз Барнс Велика Британія | 2.01,5h |
| 1500 метрів           | Тамара Коба СРСР                  | 4.12,5h     | Анна Букіс Польща            | 4.13,1h | Мері Перселл Ірландія     | 4.14,2h |
| 60 метрів з бар'єрами | Зофія Бельчик Польща              | 7,77 WIB CR | Гражина Рабштин Польща       | 7,89    | Наталія Лебедєва СРСР     | 8,04    |
| Стрибки у висоту      | Сара Сімеоні Італія               | 1,95 CR     | Андреа Матай Угорщина        | 1,93    | Урсула Келян Польща       | 1,93    |
| Стрибки у довжину     | Анна Влодарчик Польща             | 6,74 CR     | Анке Вайгт ФРН               | 6,68    | Сабіна Евертс ФРН         | 6,54    |
| Штовхання ядра        | Гелена Фібінгерова Чехословаччина | 19,92       | Єва Вільмс ФРН               | 19,66   | Беатрікс Філіпп ФРН       | 17,59   |

## Медальний залік
| Місце                | Країна               | Золото | Срібло | Бронза | Загалом |
| -------------------- | -------------------- | ------ | ------ | ------ | ------- |
| 1                    | ФРН                  | 5      | 3      | 4      | 12      |
| 2                    | Польща               | 4      | 4      | 2      | 10      |
| 3                    | СРСР                 | 4      | 2      | 6      | 12      |
| 4                    | Угорщина             | 1      | 2      | 0      | 3       |
| 4                    | Чехословаччина       | 1      | 2      | 0      | 3       |
| 6                    | Югославія            | 1      | 1      | 1      | 3       |
| 7                    | Франція              | 1      | 0      | 1      | 2       |
| 8                    | Італія               | 1      | 0      | 0      | 1       |
| 8                    | Болгарія             | 1      | 0      | 0      | 1       |
| 10                   | Ірландія             | 0      | 1      | 1      | 2       |
| 11                   | Австрія              | 0      | 1      | 0      | 1       |
| 11                   | Бельгія              | 0      | 1      | 0      | 1       |
| 11                   | Нідерланди           | 0      | 1      | 0      | 1       |
| 11                   | Швеція               | 0      | 1      | 0      | 1       |
| 15                   | Іспанія              | 0      | 0      | 1      | 1       |
| 15                   | Велика Британія      | 0      | 0      | 1      | 1       |
| 15                   | Румунія              | 0      | 0      | 1      | 1       |
| 15                   | Швейцарія            | 0      | 0      | 1      | 1       |
| Загалом (18 збірних) | Загалом (18 збірних) | 19     | 19     | 19     | 57      |

## Відео
- Відеозвіт на YouTube

## Виступ українців
| Чоловіки (3) | Чоловіки (3)        | Чоловіки (3) | Чоловіки (3) |
| Місце        | Атлет               | Дисципліна   | Результат    |
| ------------ | ------------------- | ------------ | ------------ |
|              | Олексій Дем'янюк    | висота       | 2,26         |
|              | Олександр Лисичонок | потрійний    | 15,91        |
| пф           | Віктор Бураков      | 400 м        | 47,18        |

| Жінки (2) | Жінки (2)     | Жінки (2)  | Жінки (2) |
| Місце     | Атлетка       | Дисципліна | Результат |
| --------- | ------------- | ---------- | --------- |
| 1         | Тамара Коба   | 1500 м     | 4.12,5    |
|           | Тетяна Скачко | довжина    | 6,43      |